# 에치젠노쓰보네
에치젠노츠보네(일본어: 越前局 えちぜんのつぼね[*], 생몰년 미상)는 가마쿠라 시대 말기의 여성이다. 무로마치 막부 초대 쇼군 아시카가 타카우지의 측실이다. 아시카가 타다후유의 생모이다.

## 생애
타카우지가 젊은 시절에 몰래 만나던 여성으로, 하룻밤 관계로 서자인 타다후유가 가랴쿠 2년 (1327년)에 태어났다고 한다.
타카우지는 타다후유를 친자로 인지하지 못하고, 같은 서자인 타케와카마루와 비교해도 그 대우가 너무 나빴기 때문에, 그녀는 신분이 상당히 낮아, 타다후유가 자신의 친자인지 아닌지를 타카우지에게 의심받았던 것으로 보인다.

## 픽션
요시카와 에이지의 소설 『사본태평기(私本太平記)』 및 이를 바탕으로 한 대하드라마 『태평기(太平記)』에서는 타다후유의 어머니로서의 설정이 달라, 여행의 일좌인 시라뵤시 「후지야샤(藤夜叉)」로 그려져 있으며, 대하드라마에서는 미야자와 리에가 연기했다.